# Sant Bausèli de la Seuva
Sant Bausèli de la Seuva (en francès Saint-Bauzille-de-la-Sylve) és un municipi occità del Llenguadoc, situat al departament de l'Erau i a la regió d'Occitània